# Pierre de Régnier
Pierre (Marie Joseph Henri) de Régnier, également connu sous le pseudonyme de Tigre, né le 8 septembre 1898 à Paris (16e) et mort dans cette même ville et le même arrondissement le 29 octobre 1943, est un écrivain, dessinateur, chroniqueur et poète mondain français.

## Biographie
Pierre de Régnier est le fils de Marie de Heredia et de Henri de Régnier. Toutefois, d'après Jean-Paul Goujon, il s'agirait officieusement de l'enfant de Marie Heredia et du poète et romancier Pierre Louÿs. À l'époque de ces années folles, ce personnage extravagant préféra l'ambiance festive aux études. Étudiant moyen au lycée Janson-de-Sailly, il commence déjà à sortir dans les clubs de jazz, les cabarets russes, Cannes et Deauville. 
Il commence par écrire des poèmes dans les revues La Presqu'île en 1916 et La Revue de Paris en 1924. Il a également illustré Le Danseur de Madame (1921) et Les rêves de Rikiki (1930). Le 2 février 1930, il signe et publie sa première chronique dans l'hebdomadaire Gringoire sous le titre Paris ma grand'ville. Il continuera d'utiliser ce titre pour ses chroniques jusqu'en 1939 où il évoque ce qui constitue le décor de sa vie depuis la fin de la Première Guerre mondiale : le monde de la nuit et de la fête.  
Il meurt en 1943 à l' âge de 45 ans.

## Œuvres
- 1924 : Erreurs de jeunesse, Ed. Arthème Fayard, 127 pages
- 1926 : Stances, instances et inconstances, Ed. À la Cité des livres, coll. L'alphabet des lettres, 99 pages
- 1927 : Deauville, Ed. Émile-Paul Frères, coll. Edmond Jaloux, 90 pages
- 1928 : La Femme, La Nouvelle Société d'Édition, coll. L'Homme à la plage, 103 pages
- 1929 : Colombine ou la grande semaine, Ed. Émile-Paul Frères, coll. Edmond Jaloux, 216 pages
- 1930 : La vie de Patachon, Ed. Bernard Grasset, coll. Le Livre gai, 238 pages
- 2014 : Chroniques d'un patachon - Paris 1930-1935, La Table Ronde, 388 pages. Sélection d'articles sur Paris parus dans Gringoire entre 1930 et 1935. Avec de nombreuses illustrations de Tigre, pseudonyme de l'auteur.
- 2016 : Deauville, nouvelle édition, Ed. La Thébaïde, coll. L'Esprit des lieux  (ISBN 979-10-94295-05-2)

## Deauville

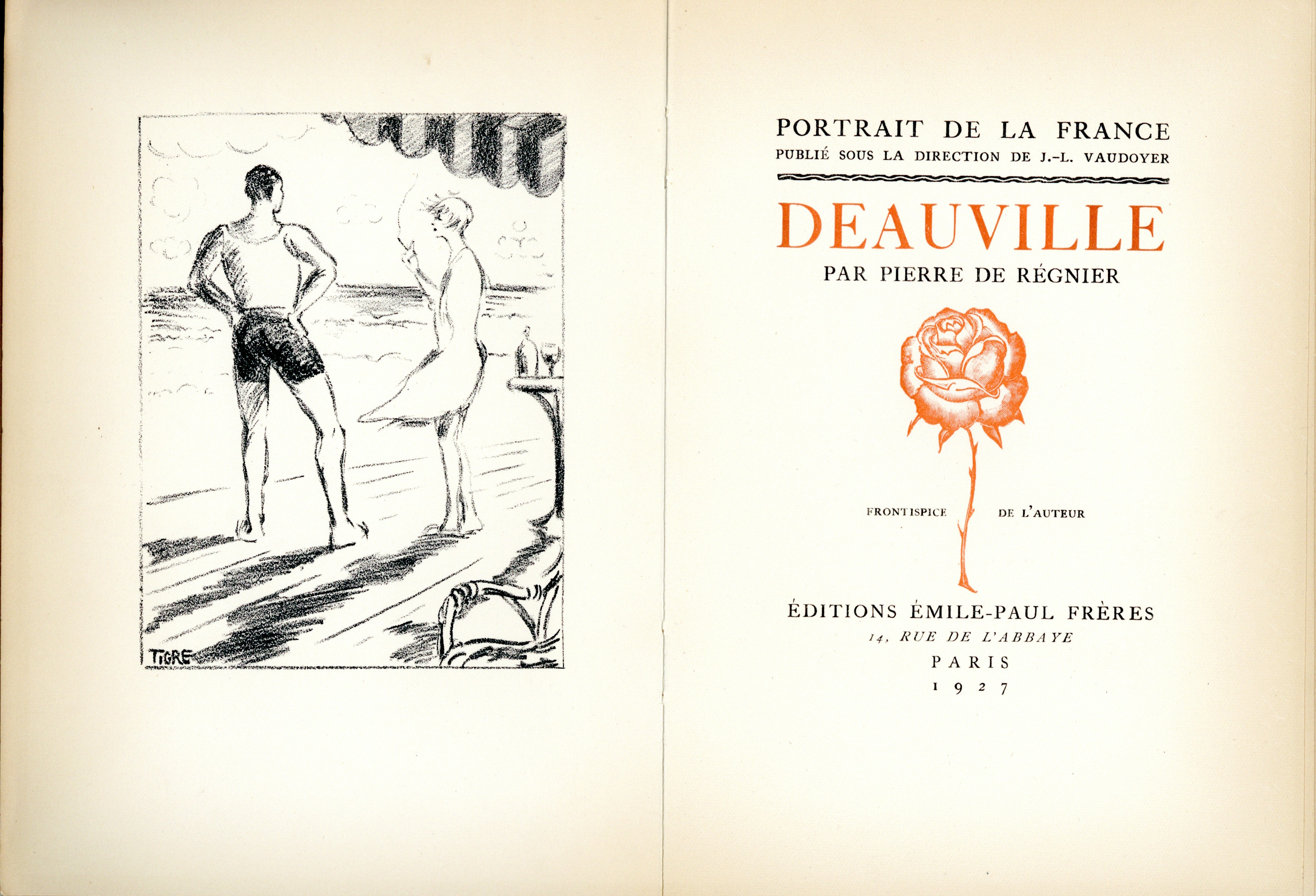
Double page de Deauville de Pierre de Régnier et dessin signé Tigre

Pierre de Régnier, dit Tigre résume son insouciante vie dans le sonnet Deauville. Ce poème apparaît dans son œuvre Deauville (1927).
Deauville, mon cœur oublieux

Qui oublia tant de maîtresses

Pourquoi te revient-il sans cesse,

Mon pauvre cœur qui devient vieux ?
Est-ce pour ton bar ou tes jeux,

Pour mes souvenirs de jeunesse,

Pour des matins pleins de détresse

Ou des soirs que je crus heureux ?
Est-ce pour les femmes qu'on croise

Avec des paupières d'ardoise

Et des bouches en as de cœur ?
Ou bien pour les nuits désolées

Où je sens passer des bonheurs

Et des minutes envolées...

## Prix Pierre de Régnier
En 1964, un prix de soutien littéraire nommé Prix Pierre de Régnier est créé afin de venir en aide aux écrivains pauvres. D'après l'Académie Française, 30 auteurs ont été lauréats de ce prix. 
| Année | Auteur                                        | Œuvre |
| ----- | --------------------------------------------- | --- |
| 1965  | Jean-Marie Dunoyer                            | La Bicyclette (1944) |
| 1966  | Jean Lebrau                                   | L'ensemble de ses œuvres |
| 1967  | Rouben Melik Gérard Engelbach                 | Le Chant réuni (1960) Poèmes (1967)                                                                                              |
| 1968  | Jacques Meyer                                 | La vie quotidienne des soldats pendant la Grande Guerre (1966)                                                                   |
| 1969  | Fernand Zamaron Robert Soupault Jacques Morel | Louise Labé, dame de franchise (1969) Marcel Proust, du côté de la médecine (1967) Jean Rotrou, dramaturge de l’ambiguïté (1968) |
| 1970  | Georges Lubin                                 | Édition des "Œuvres autobiographiques" de George Sand (1970)                                                                     |
| 1971  | Jean-Claude Renard                            | L'ensemble de ses œuvres |
| 1972  | Claude Vigée                                  | L'ensemble de ses œuvres |
| 1973  | Jean Starobinski Jean Loisy                   | L'ensemble de ses œuvres L'ensemble de ses œuvres                                                                                |
| 1974  | Bruno Gay-Lussac                              | L'ensemble de ses œuvres |
| 1975  | Jacques Lacarrière                            | L'ensemble de ses œuvres |
| 1976  | Robert Minder                                 | Le rayonnement d'Albert Schweitzer (1975)                                                                                        |
| 1977  | Pierre de Boisdeffre                          | L'ensemble de ses œuvres |
| 1978  | Claude Mauriac                                | L'ensemble de ses œuvres |
| 1979  | Christine de Rivoyre                          | L'ensemble de ses œuvres |
| 1980  | Louis Ducreux                                 | La porte tournante du café Riche (1980)                                                                                          |
| 1981  | François-Régis Bastide                        | L'ensemble de ses œuvres |
| 1982  | Pierre Gripari                                | Moi, Mitounet-Joli (1982) |
| 1983  | Henri Mitterand                               | Édition critique des œuvres de Zola (1970)                                                                                       |
| 1984  | Jean Hugo                                     | Le regard de la mémoire (1983)                                                                                                   |
| 1985  | André Fraigneau                               | L'ensemble de ses œuvres |
| 1986  | Andrée Chédid                                 | L'ensemble de ses œuvres |
| 1987  | Claude Mourthé                                | L'Amour parfait (1986) |
| 1988  | Olivier Rolin                                 | Sept Villes (1988) |
| 1989  | Georges Saint-Clair Jean-Yves Plancot         | L'ensemble de ses œuvres L'ensemble de ses œuvres                                                                                |